# Jankó Pál
Jankó Pál (Tata, 1856. június 2. – Konstantinápoly, 1919. március 17.) zongoraművész, zeneszerző, eszperantista.

## Életrajza
Apja, Jankó Mihály uradalmi jószágigazgató volt. Bécsben H. Schmitt és Bruckner (osztrák zeneszerző) tanítványa volt. Technikai főiskolán és a berlini egyetemen matematikát is tanult. Heinrich Ehrilch (német zongoraművész) zongoratanítványa volt.

## Munkássága

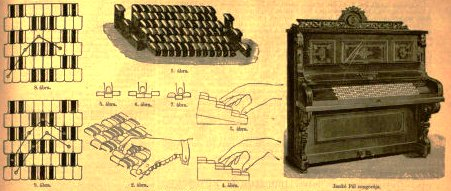
Jankó Pál klaviatúrájának rajza

1882-ben új zongoraszerkezetet talált fel, mely hat teraszszerűen egymás fölé helyezett és nem ugyanazon a hangon kezdődő billentyűsorból áll. Reformjának előnyei abban voltak, hogy a Jankó-féle klaviatúra hat terasz-szerűen egymás fölé épített, nem ugyanazon a hangon kezdődő billentyűsor, mellyel a zongorajátékos egyrészt az oktávok fogási távolságát egyötödével megszűkíthette, másrészt olyan hanghatásokat, (kromatikus glisszandókat stb.) hozhatott létre, amelyekre a közönséges zongorabillentyűzet elégtelen volt. Zongorájával hangversenykörutakat tett, többen komponáltak az új hangszerre és 1905-ben Bécsben egyesület is alakult, 1906-ban a berlini Scharwenka konzervatóriumon megkezdhették a Jankó-féle klaviatúrán való játék tanítását is. Komolyabb elterjedést mégsem ért el a Jankó-féle zongora, pedig találmánya érdekében sok cikket is írt külföldi lapokban.
Az I. világháborút megelőzően Párizsban felújították a Jankó-zongorát, és némi javítással mint „système Jankó Dierner” került újra a köztudatba.
1892-től Konstantinápolyban, az ottani banknál foglalt el előkelő állást, az állami dohányjövedék tisztviselője volt. Itt hunyt el 1919. március 17-én.

## Művei
- Mittheilungen über die Jankó-Claviatur. 1. Heft. Wien, 1890. (Különnyomat a Musikalische Rundschauból)

- Az ismétléssel képezett combinatiókról. Budapest: Weiszmann Ny., 1894.

- Az önoktatás módszere a Jankó-zongorán - In: Zenealap, 1888.

- Über mehr als 12 stufige gleichschwebende Temperaturen. Beiträge zur Akustik und Musikwissenschaft, 1901.